# Pleurodema bibroni
Pleurodema bibroni é uma espécie de anfíbio  da família Leptodactylidae.
Pode ser encontrada nos seguintes países: Brasil, Uruguai e possivelmente na Argentina.
Os seus habitats naturais são: savanas húmidas, campos de gramíneas subtropicais ou tropicais secos de baixa altitude, marismas intermitentes de água doce e áreas rochosas.
Está ameaçada por perda de habitat.